# Vinden jeg kaldte Isbjørn
Vinden jeg kaldte Isbjørn er en bog fra 2009, forfattet af Lone Munksgaard Nielsen og illustreret af Knud Odde. Selvom bogen er udgivet på Gyldendals børnebogsafdeling, henvender den sig både til et ungt og ældre publikum. Munksgaard Nielsen havde på forhånd aftalt med Knud Odde, at han skulle illustrere fortællingen, og at han fik frie hænder. Resultatet blev flere end 20 små kunstværker, som kom til at illustrere bogen på forskelligt vis. Knud Odde har ikke tidligere tegnet til sådant et langt forløb. Munksgaard Nielsen fik inspirationen til historien på en rejse til Grønland, hvor hun oplevede en orkan.

## Tolkninger af historien
Der er flere tolkninger af bogen. Flere anmeldte har læst klimaproblematikken ind i historien. Historien kan også læses som en metafor for "en kvindes søgen i sig selv, og i den fysiske verden".

## Modtagelse
Statens Kunstfonds Litteraturudvalg præmierede bogen med 37.500 kr. for "en sjældent set vellykket fusion af en børne- og billedbog". Anmeldere har anerkendt Vinden jeg kaldte Isbjørn for at være en særlig børnebogsudgivelse, og karakteriseres af visse som "kunstbog". En anden anmelder udtalte, at "for mange børn kan [den] blive et varigt minde, en historie, der bliver hos dem livet igennem på den ene eller den anden vis".